# Rüb (Motorrad)

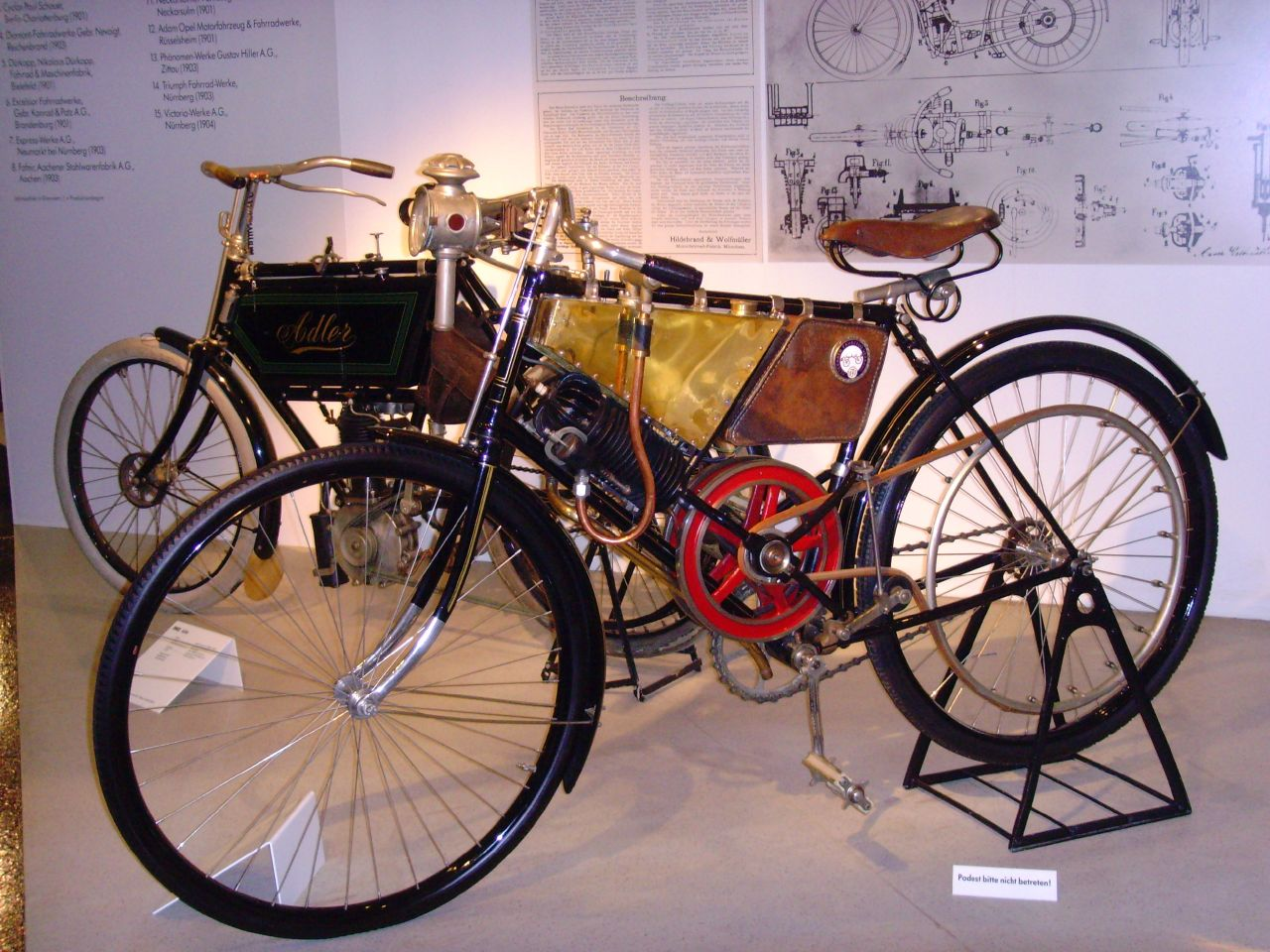
Rüb (1895) Deutsches Zweirad- und NSU-Museum

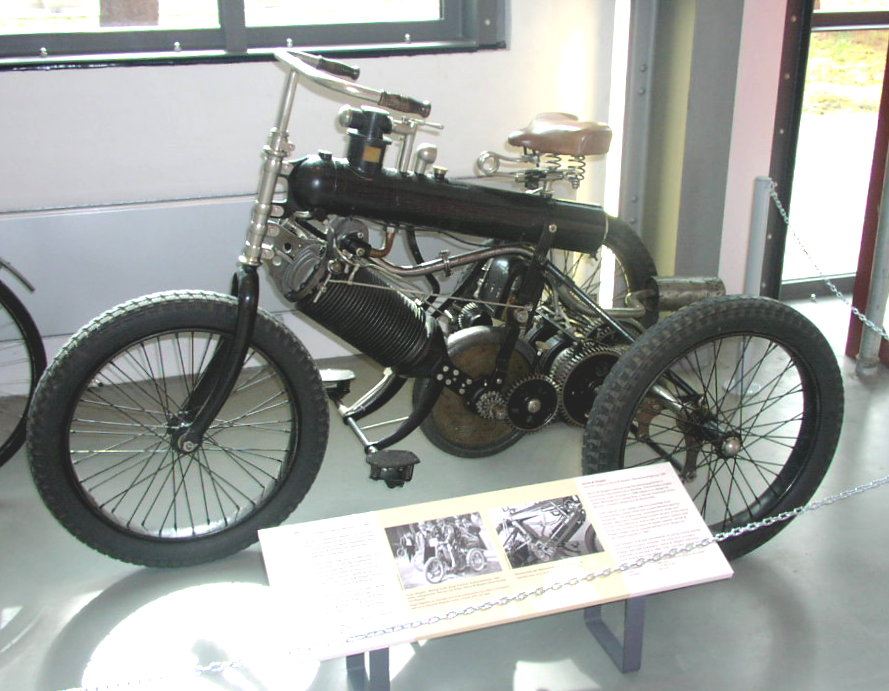
Heinle & Wegelin Motordreirad (1898)

Die Rüb (auch Rüb & Haab)  von 1895 war ein Motorrad des deutschen Erfinders und späteren Flugzeugkonstrukteurs Ludwig Rüb (* 1863 in Ulm; † 1930).
Rüb, zuvor bei Wolfmüller in der Fabrikation tätig, begann im Oktober 1894 zusammen mit dem Dreher Christian Haab mit dem Bau eines eigenen Motorrads; erste Fahrversuche sollen jedoch erst im September 1895 erfolgt sein. Die Rüb bestand aus einem verstärkten Fahrradrahmen, bei dem der untere Rahmenzug durch den mittragenden Motor ersetzt wurde, das obere Rahmenrohr einen Benzinbehälter trug. Beim zweizylindrigen Tandem-Motor, dessen Zylinder hintereinander lagen (die Kolbenstange des oberen Zylinders war durch den abgedichteten Zylinderkopf mit dem Kolbenboden des unteren Zylinders verbunden), wurde erstmals eine Bosch-Hochspannungsmagnetzündung in einem Motorrad verwendet. Als dritte Neuheit gilt der Antrieb mittels Gelenkwelle auf das Hinterrad.
In finanzielle Schwierigkeiten geraten (der Motor litt unter Kinderkrankheiten) sprangen zwei Geldgeber ein; die Firma lautete seit dem 1. Oktober 1895 Rüb und Wegelin. Rüb meldete zwar am 25. März 1896 noch Patente für sein Fahrrad mit Benzinmotor im Ausland an, doch sein Interesse galt der Luftfahrt. 1896 verließ er das Unternehmen, um für Graf Zeppelin in Friedrichshafen tätig zu werden. Die neue Firma nannte sich nun Motorfahrzeug-Werke Heinle & Wegelin (beide ehemalige Geldgeber Rübs) und produzierte bis 1899 in Augsburg neben dem „Motorrad (System Rüb)“, dem Trend folgend, Motordreiräder nach dem Vorbild De Dion-Bouton. Auch ein Motortandem für Sportveranstaltungen war im Sortiment.